# Anne Devlin (Autorin)

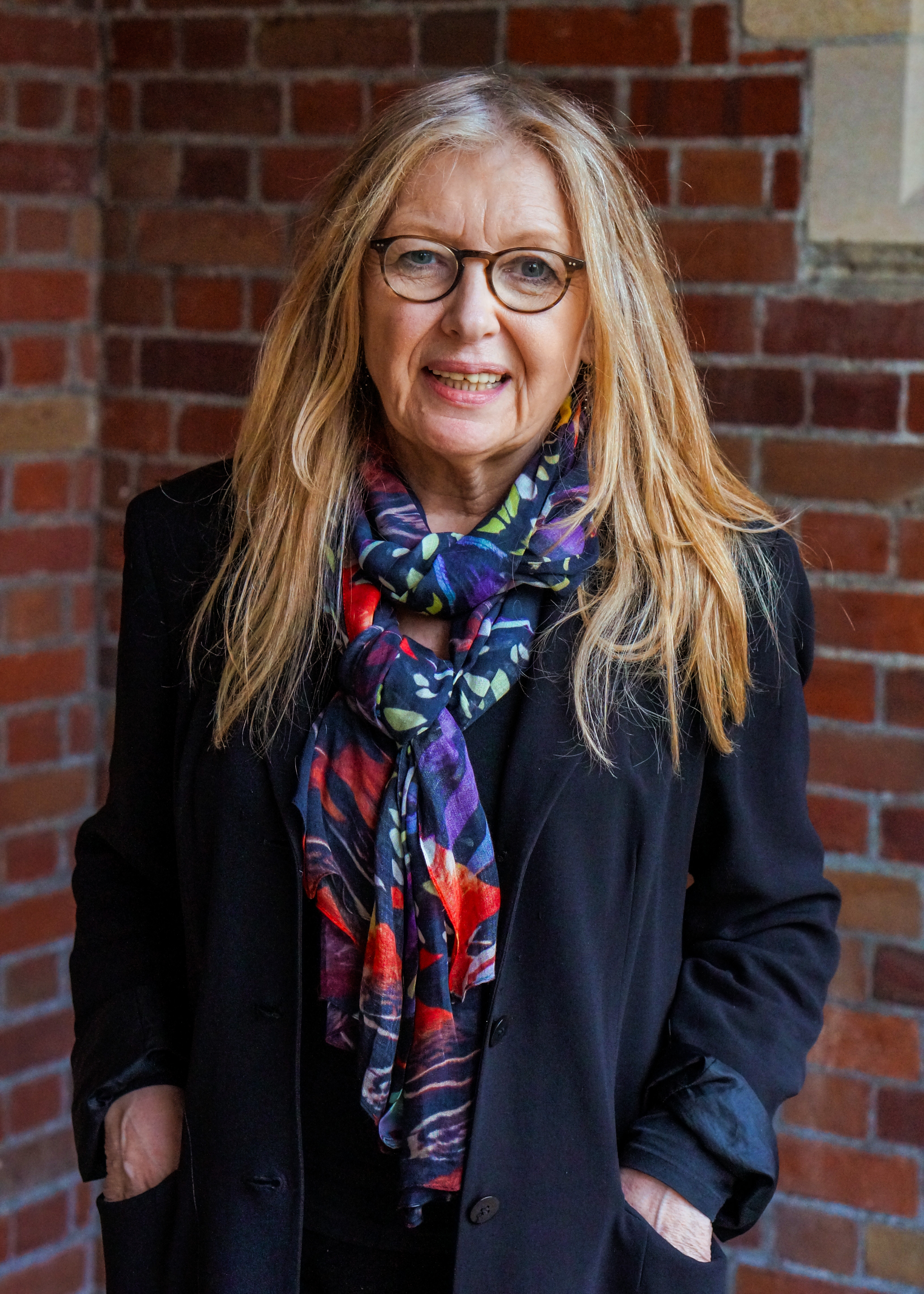
Anne Devlin (2014)

Anne Devlin (* 13. September 1951 in Belfast) ist eine nordirische Schriftstellerin.

## Leben
Devlin ist die Tochter von Paddy Devlin, der Abgeordneter der Social Democratic and Labour Party war. Ihre Kindheit und Jugend waren geprägt vom politischen Engagement des Vaters, dem Kalten Krieg in den 1950er Jahren und der Bürgerrechtsbewegung der späten 1960er Jahre. Sie studierte Englisch an der University of Ulster und lebte nach einem Aufenthalt in Deutschland (1976) in Bristol und später in London.  1987 unterrichtete sie als Gastdozentin an der University of Birmingham, 1990 war sie Lecturer in Residence an der Universität Lund.
Seit Beginn der 1980er Jahre schrieb Devlin Kurzgeschichten, in deren Mittelpunkt zumeist Frauen in der Zeit der gewaltsamen Auseinandersetzungen in Nordirland ab 1969 stehen. Neun der Kurzgeschichten erschienen 1986 in dem Band The Way-Paver, der ins Französische, Deutsche und Niederländische übersetzt wurde. Eine der Erzählungen, Naming the Names, bearbeitete Devlin später für das Fernsehen und als Hörspiel.
Ebenfalls seit den 1980er Jahren trat Devlin als Autorin von Theaterstücken, Drehbüchern und Hörspielen hervor. Für ihre Kurzgeschichten wurde sie 1982 mit dem Hennessy Literary Award ausgezeichnet. 1984 erhielt sie den Samuel Beckett Award, 1986 den Susan Smith Blackburn Prize. Die Hörspielbearbeitung ihres Schauspiels Ourselves Allone (Wir ganz allein) wurde im Juli 1994 Hörspiel des Monats.

## Werke
Prosa
- The Way-Paver, 1986

Schauspiel
- Ourselves Alone, 1985
- The Long March, 1986
- A Woman Calling, 1986
- Heartlanders (mit Stephen Bill und David Edgar)[3], 1989
- After Easter, 1993

## Filmografie
Drehbücher:
- 1980: The Long March (Fernsehfilm)
- 1984: A Woman Calling (Fernsehfilm)
- 1987: Screen Two (Fernsehserie) Folge: Naming the Names
- 1987: The Venus de Milo Instead (Fernsehfilm)
- 1988: D. H. Lawrence’s The Rainbow (Miniserie) Folgen: Ghost; The Widening Circl; The Darkness of Paradise
- 1992: Stürmische Leidenschaft (Wuthering Heights)
- 1998: Frontline – Zwischen den Fronten
- 1998: Titanic town
- 1998: Vigo
- 2007: James Ellis: An Actor’s Life (Auftritt als sie selbst -Fernsehsendung)

## Hörspiele

### Im Original
- 1983: The Long March
- 1986: Naming the Names
- 1986: Five Notes After a Visit
- 1986: First Bite
- 2009: The Forgotten

### In Deutschland
- 1989: Die Namen nennen ... – Regie: Ulrich Gerhardt (Hörspielbearbeitung – HR)
- 1990: Noday. Nodate. – Erinnerung an einen Besuch – Regie: Ursula Weck (Hörspiel – SFB)
- 1994: Wir ganz allein – Bearbeitung und Regie: Robert Matejka (Hörspielbearbeitung – SR)
  - Auszeichnung: Hörspiel des Monats Juli 1994